# Jenny Clève

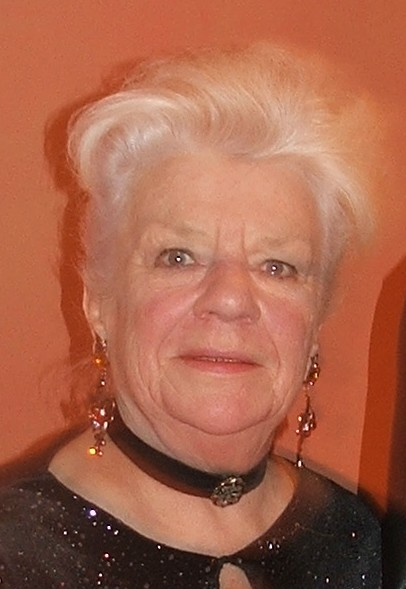
Jenny Clève (2008)

Jenny Clève (* 3. April 1930 in Roubaix; † 17. Februar 2023) war eine französische Schauspielerin.

## Leben
Jenny Clève flüchtete während des Zweiten Weltkriegs aus ihrer Geburtsstadt Roubaix und verbrachte die Kriegsjahre auf dem Bauernhof von Verwandten. Nach ihrer Rückkehr begann sie Schauspielerei am Konservatorium in Roubaix zu studieren. Am 3. April 1951 heiratete sie den Schauspieler Claude Talpaert, mit dem sie vier gemeinsame Kinder bekam. Während sie eine ausführliche Filmkarriere vorzuweisen hat, ging ihr Mann in die Politik und war unter anderem von 1989 bis 2001 als Abgeordneter für kulturelle Belange der Stadt Tourcoing verantwortlich.
Sie starb am 17. Februar 2023 im Alter von 92 Jahren.

## Filmografie (Auswahl)
- 1976: Monsieur Klein (Mr. Klein)
- 1978: Ohne Datenschutz (Le Dossier 51)
- 1980: Anthrazit (Anthracite)
- 1980: Hurricane Rosie (Temporale Rosy)
- 1982: Ein mörderischer Sommer (L’Été meurtrier)
- 1985: Codename: Emerald
- 1988: Das ermordete Haus (La Maison assassinée)
- 1989: Dunkle Leidenschaft (Les Bois noirs)
- 1992: Ein Fall für die Inselkinder (Les enfants du naufrageur)
- 1992: Kommissar Moulin (Commissaire Moulin; Fernsehserie, 1 Folge)
- 1992: IP5 – Insel der Dickhäute (IP5: L’Île aux pachydermes)
- 1993: Alle lieben Mathilde (Faut-il aimer Mathilde?)
- 1995: Elisa (Élisa)
- 1999: Ein Sommer auf dem Lande (Les enfants du marais)
- 2008: Willkommen bei den Sch’tis (Bienvenue chez les Ch’tis)
- 2016: Baron Noir (Fernsehserie, 1 Folge)